# Castiarina callubriensis
Castiarina callubriensis es una especie de escarabajo del género Castiarina, familia Buprestidae. Fue descrita científicamente por Carter en 1931.